# Andrejs Lapsa
Andrejs Lapsa (23 aprile 1968) è un ex calciatore lettone, di ruolo difensore.

## Carriera

### Club
In epoca sovietica giocò prima nello Zveynieks e poi nel Daugava, le due principali squadre lettoni, nonché le uniche a disputare il campionato nazionale.
Con la ritrovata indipendenza lettone ha giocato per varie squadre di Riga (Pārdaugava, DAG e Vidus). Nella sua unica avventura all'estero vinse il campionato estone con il Lantana Tallinn.
All'epoca della sua convocazione in nazionale gioca nel Ventspils.

### Nazionale
Giocò la sua unica gara in nazionale il 19 agosto 1998, in un'amichevole contro l'Islanda; la sua gara durò pochi minuti in quanto, entrato al 40' al posto di Igors Troickis, fu sostituito al 67' da Iļja Novikovs  .

## Statistiche

### Cronologia presenze e reti in Nazionale
| Cronologia completa delle presenze e delle reti in nazionale ― Lettonia | Cronologia completa delle presenze e delle reti in nazionale ― Lettonia | Cronologia completa delle presenze e delle reti in nazionale ― Lettonia | Cronologia completa delle presenze e delle reti in nazionale ― Lettonia | Cronologia completa delle presenze e delle reti in nazionale ― Lettonia | Cronologia completa delle presenze e delle reti in nazionale ― Lettonia | Cronologia completa delle presenze e delle reti in nazionale ― Lettonia | Cronologia completa delle presenze e delle reti in nazionale ― Lettonia |
| Data                                                                    | Città                                                                   | In casa                                                                 | Risultato                                                               | Ospiti                                                                  | Competizione                                                            | Reti                                                                    | Note                                                                    |
| ----------------------------------------------------------------------- | ----------------------------------------------------------------------- | ----------------------------------------------------------------------- | ----------------------------------------------------------------------- | ----------------------------------------------------------------------- | ----------------------------------------------------------------------- | ----------------------------------------------------------------------- | ----------------------------------------------------------------------- |
| 19-8-1998                                                               | Reykjavík                                                               | Islanda                                                                 | 4 – 1                                                                   | Lettonia                                                                | Amichevole                                                              | -                                                                       | 40’ 67’                                                                 |
| Totale                                                                  |                                                                         | Presenze                                                                | 1                                                                       |                                                                         | Reti                                                                    | 0                                                                       |                                                                         |

## Palmarès

### Club
- Campionato estone: 1

Lantana Tallinn: 1995-1996